# 艾雷德·巴尔
艾雷德·巴尔（Eliad Bar，1952年5月6日—），是一位以色列画家和艺术教育家。

## 生平
艾雷德·巴尔（拜伦塔）出生于海法，父母分别是Tzvi和Tova，他们是纳粹大屠杀的幸存者，在以色列成立不久即移民入境。艾雷德·巴尔在 Ort Kiryat Bialik 高中毕业之后，加入情报部门。
1974年，他居住在特拉维夫，并且在“维夫艺术和设计学院”学习绘画和雕塑。他的授业恩师包括Yehezkel Streichman、Yaacov Wexler 和 Zvi Tadmor。1978年，他赴艺术家摇篮“艾因哈艺术区”深造，在那裡教授他的老师包括画家Sima Salonim、木刻艺术家Jacob Pins和Shoshana Heimann。
1984年，艾雷德创立了一间挂毯工厂，那些巨大的壁毯均出自于他的设计，其中很多至今仍悬挂在多处公共场所。2000年加入了IMPACT，这是以色列的专业视觉艺术家协会，位於特拉维夫。艾雷德同时也是UNESCO艺术国际协会的成员。

## 从艺年表
1975年，艾雷德在Shavei Tzion首次展出了他的绘画作品。自此以后他在私人场馆、画廊以及通过艺术家协会共计贡献了57次个人以及团体作品展。

## 教育背景
- 1974年-1977年，维夫艺术和设计学院，特拉维夫。
- 1978年-1980年，艾因哈艺术区
- 1980年-1985年，海法大学学士学位
- 1999年-2003年，剑桥安格利亚鲁斯金大学的硕士学位

## 教学经历
- 1983年-1985年在“Ort Kiryat Motzkin”教艺术
- 1993年-2015年在“Ort Afula”教艺术和艺术史
- 2009年-2012年在“Ort Kiryat Bialik”教艺术和艺术史

艾雷德在各大高中和学院教授艺术和艺术史已经有30多年的经验。他创建了广受欢迎的网站 Eliad, 在那里他会撰写并且分析大多数的艺术史课程。该网站在以色列被许多高中、学院和大学所采用。艾雷德·巴尔曾經获得以色列教育奖的四次提名。

## 代表作品

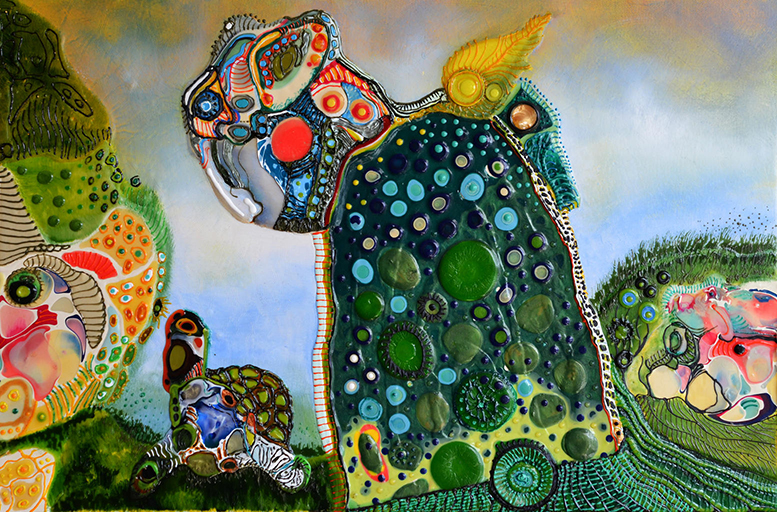
Genesis 2012 - 2015
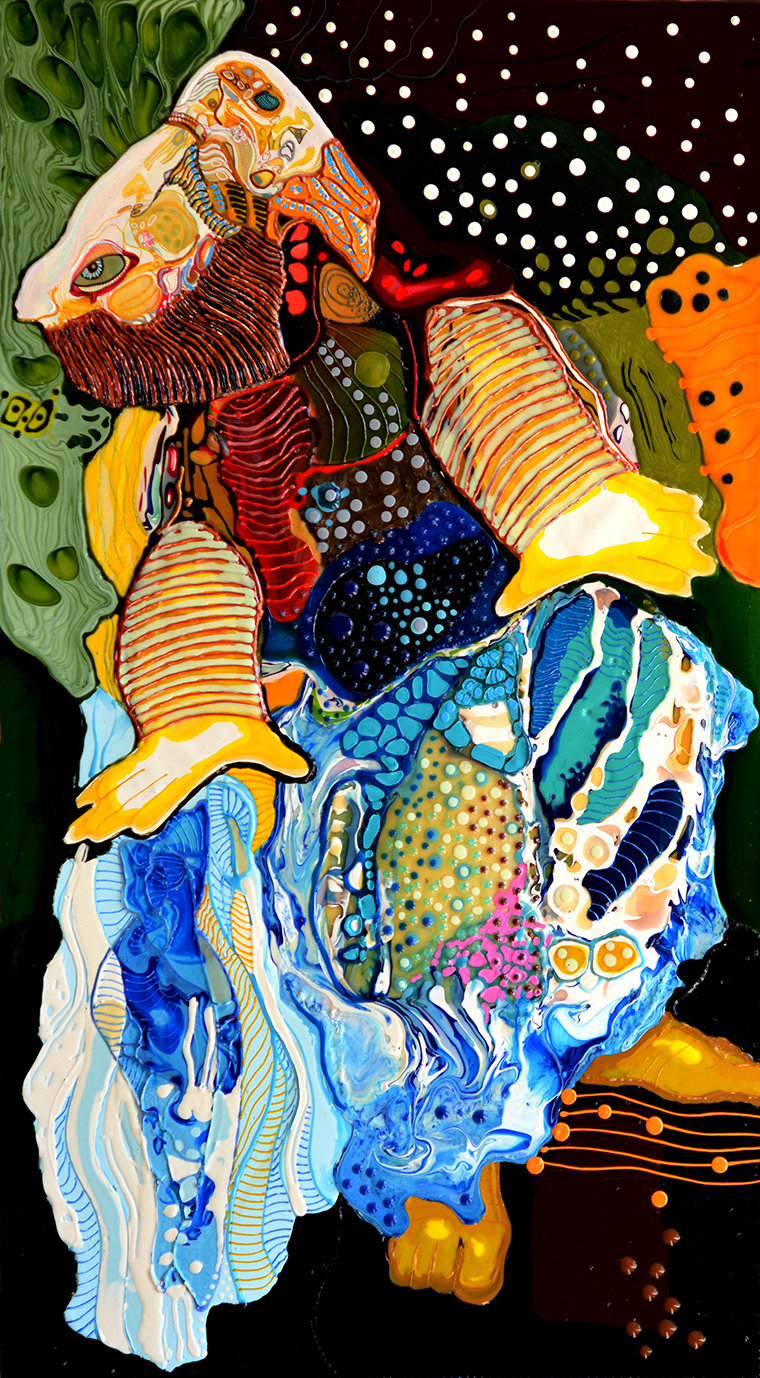
Aztec Dancer 2012 - 2015
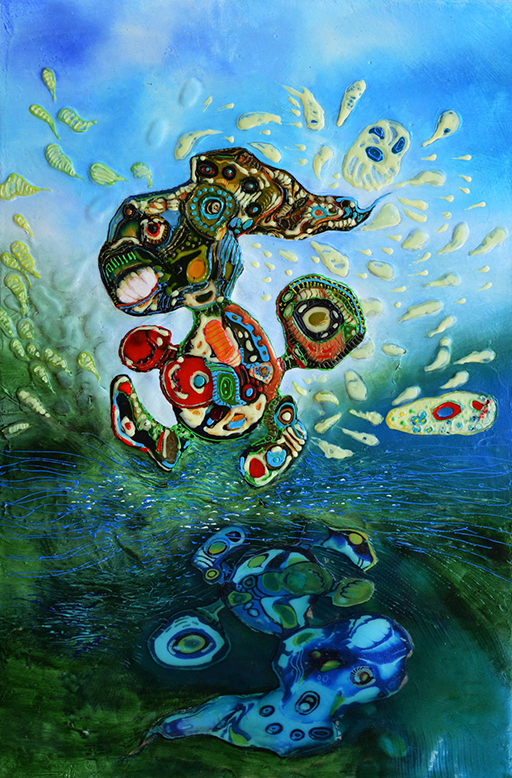
Legendary Runner 2012
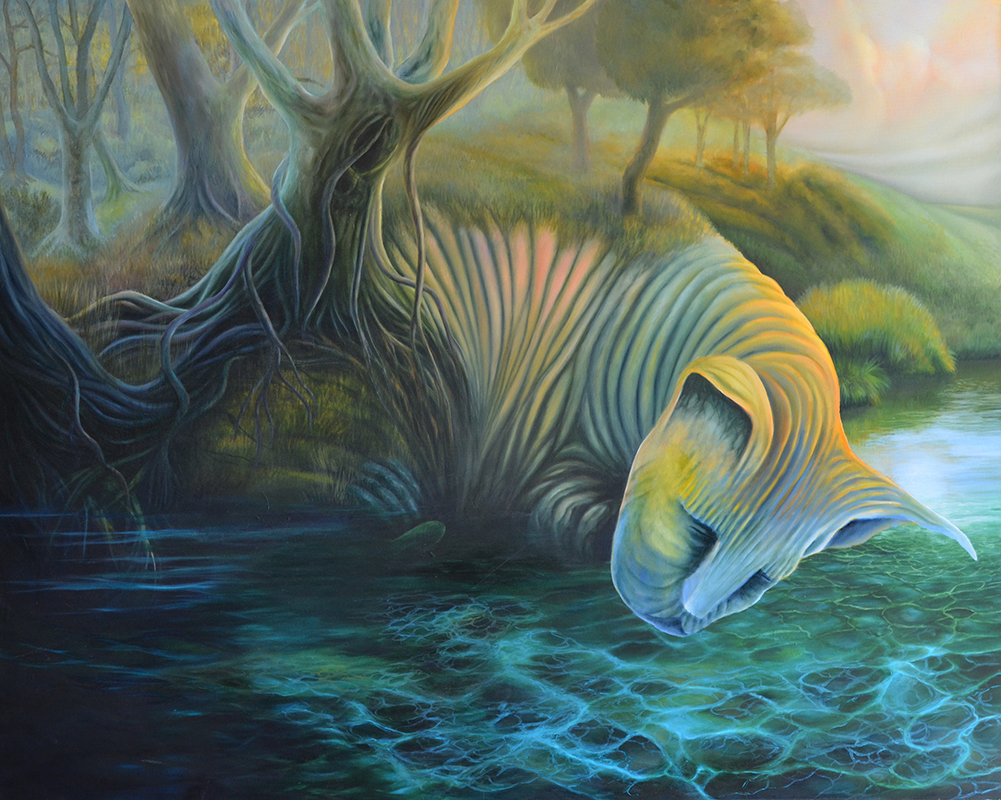
Sphinx 2007-2015
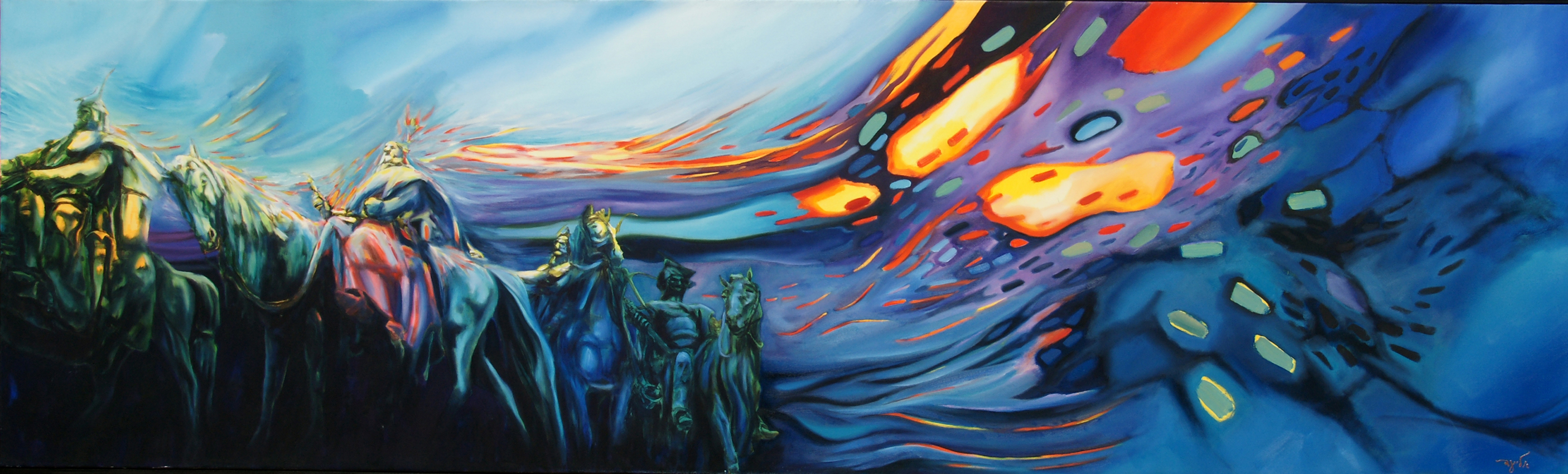
PromisedLand 1996

## 外部連結
- 官方网站（英文） （页面存档备份，存于）
- 官方Facebook页面（英文）
- 以色列博物馆，耶路撒冷（英文） （页面存档备份，存于）